# Amīr Khānlū
Amīr Khānlū (persiska: امير خانلو) är en ort i Iran.   Den ligger i provinsen Ardabil, i den nordvästra delen av landet, 500 km nordväst om huvudstaden Teheran. Amīr Khānlū ligger 285 meter över havet och antalet invånare är 135.
Terrängen runt Amīr Khānlū är kuperad österut, men västerut är den platt. Amīr Khānlū ligger nere i en dal som går i nord-sydlig riktning. Runt Amīr Khānlū är det ganska tätbefolkat, med 100 invånare per kvadratkilometer. Närmaste större samhälle är Āqā Moḩammad Beyglū, 6,0 km söder om Amīr Khānlū. Trakten runt Amīr Khānlū består i huvudsak av gräsmarker.